# Rinnegom
Rinnegom is een woonplaats in de gemeente Bergen in de Nederlandse provincie Noord-Holland. De plaats heeft 210 inwoners (2007).
Rinnegom ligt ruim twee kilometer van de Noordzee, tussen Egmond aan den Hoef en Egmond-Binnen, rond de kruising tussen de Herenweg (N512) en de Rinnegommerlaan. Aan de oostkant, richting Heiloo liggen de Broekakkers en de Sammerpolder. Aan de westkant, richting het Noordhollands Duinreservaat, begint 'de Bleek'.
De plaats komt in de 11e eeuw voor als Rinighem, in 1162 als Rinnighem en Rinninghem. De suffix -gem of -gom is van Oudfriese oorsprong en is een variant van -heem (huis, plaats). De plaatsnaam zou verwijzen naar een woning (heem) van de lieden van ene Rinne of Rinno. Ook wordt gedacht aan de mogelijkheid dat hier ooit de Rijn uitmondde.
In Rinnegom stond er tot 1970 langs de doorgaande Herenweg de rooms-katholieke kerk Sint Adelbertus. In deze kerk werden tot december 1964  eucharistievieringen gehouden, waarna men een nieuwe kerk betrok in de dorpskern van Egmond-Binnen. De leegstaande kerk stond een tijdlang te koop, maar ondanks voorstellen voor gebruik als opslagplaats of motel werd de 110 jaar oude kerk vanaf juli 1967 gesloopt. Het kerkhof is in gebruik gebleven.
Aan het begin van Rinnegommerlaan is een vestiging van hostel-jeugdherberg Stayokay. De weg loopt naar het oosten en eindigt na anderhalve kilometer in de Sammerpolder. De Heilooër Zeeweg, aangelegd in het kader van de Werkverschaffing, volgt deels het tracé van de Rinnegommerlaan, zodat die gesplitst is: het westelijke begin ligt aan de zuidkant van die Zeeweg en oostelijker ligt aan de noordkant het doodlopende kronkelende stuk van ruim een kilometer.

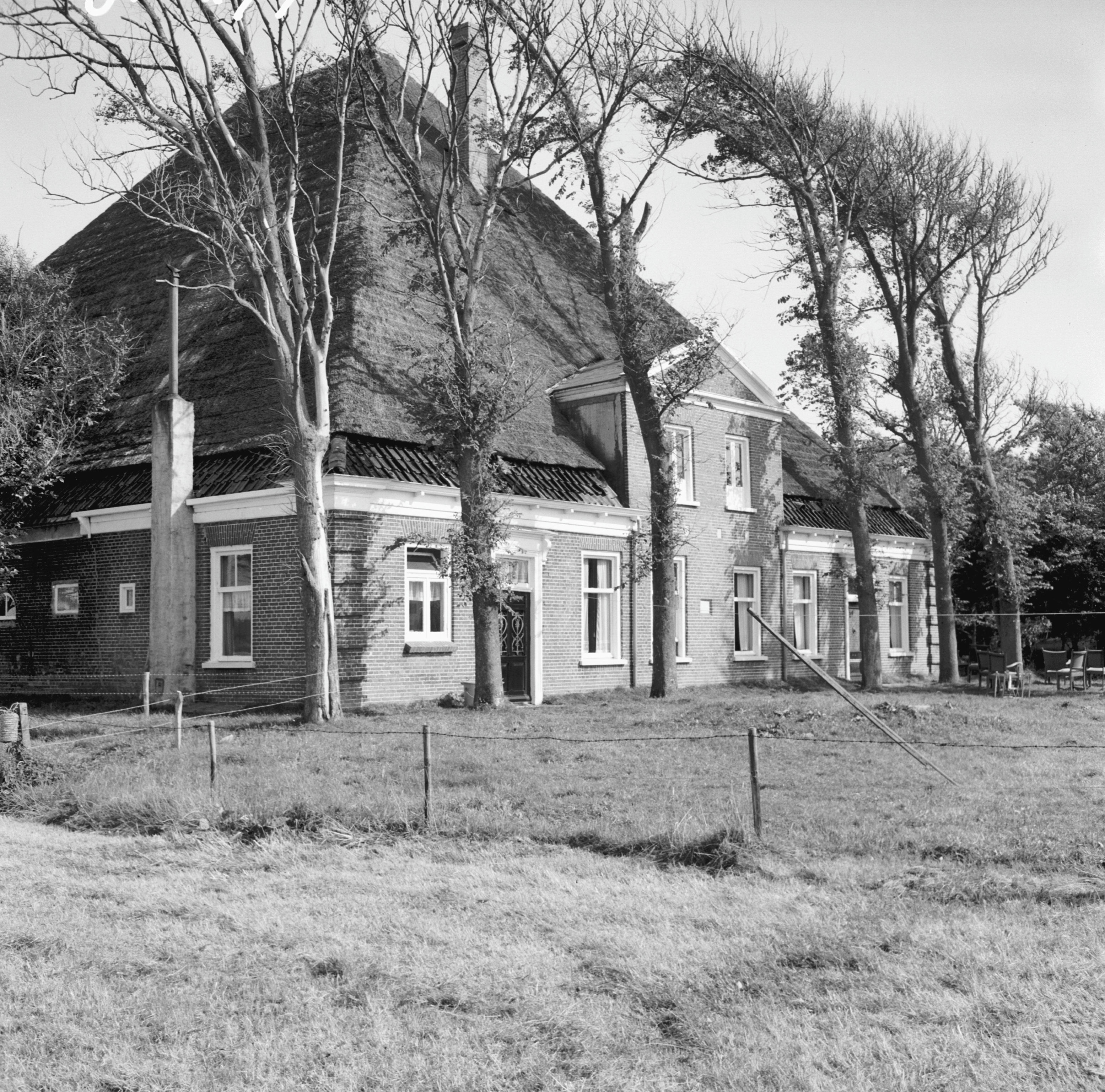
1964: een stolpboerderij, Rinnegommerlaan 3

Dorpen en gehuchten: Aagtdorp · Bergen · Bergen aan Zee · Bregtdorp · Catrijp · Camperduin · Egmond aan den Hoef · Egmond aan Zee · Egmond-Binnen · Groet · Hargen · Rinnegom · Schoorl · Schoorldam (deels) · Wimmenum

Buurtschappen: Duyncroft · Egmondermeer · Het Woud · Westdorp · Zanegeest

Badplaatsen (zonder woonkern): Hargen aan Zee · Schoorl aan Zee

Voormalige buurtschappen: Oostdorp · Oudburg

Voormalige gemeenten: Bergen · Egmond · Schoorl

Noord-Holland: Steden en dorpen      Nederland: Provincies · Gemeenten